# Döme Sztójay
Döme Sztójay (Vršac, 5 gennaio 1883 – Budapest, 22 agosto 1946) è stato un generale, diplomatico e politico ungherese che ricoprì la carica di Primo ministro del Regno d'Ungheria durante la seconda guerra mondiale.

## Biografia
Dopo aver combattuto nella prima guerra mondiale, fece parte dell'esercito controrivoluzionario dell'ammiraglio Miklós Horthy in qualità di esperto nel controspionaggio. Dopo che Horthy divenne reggente d'Ungheria, Sztójay venne nominato generale, e dal 1925 al 1933 fu addetto militare a Berlino. Nel 1935 venne nominato ambasciatore in Germania dal governo di Gyula Gömbös, carica che detenne fino al 1944, quando l'esercito tedesco occupò l'Ungheria. Il 23 marzo 1944 venne nominato Primo ministro e ministro degli Esteri.
Il governo di Sztójay agì attivamente a favore della deportazione degli ebrei. In seguito alle pressioni di Horthy, Sztójay fu esautorato nell'agosto 1944 e, in seguito all'arrivo in Ungheria dell'Armata Rossa, si rifugiò in Germania. Successivamente venne catturato dall'esercito americano ed estradato in Ungheria nell'ottobre 1945, dove venne condannato a morte da un tribunale popolare comunista per crimini di guerra. L'anno successivo venne fucilato a Budapest.